# Mihail Cruceanu
Mihail Cruceanu (n. 13 decembrie 1887, Iași, România – d. 7 iulie 1988, București, România) a fost un poet român, comunist și profesor universitar.

## Biografie
S-a născut la Iași ca fiul al doctorului Mihail Cruceanu și al soției sale Ecaterina (născută Petrovanu). A urmat liceul la Ploiești și Pitești, obținându-și diploma în 1906 la Liceul Sfântul Sava din București. Cruceanu s-a înscris la Universitatea din București, unde a obținut licența în drept (1911), respectiv în literatură și filozofie (1913). Ulterior a predat la liceu la Alexandria, Craiova și București. Și-a făcut debutul poetic în Revista literară în 1904. Deși s-a asociat cu cercul lui Alexandru Macedonski, el a fost mai aproape de grupul Vieața Nouă al lui Ovid Densusianu. Primul său volum publicat a fost Spre cetatea zorilor din 1912. Între 1911 și 1913, a intervievat o serie de figuri culturale; acestea includeau Macedonski, Densusianu, Alexandru Vlahuță, Ioan Alexandru Brătescu-Voinești, Dimitrie Anghel, Ioan A. Bassarabescu și Mihail Dragomirescu. Recenziile care au publicat opera sa includ Farul, Vieața Nouă, Sărbătoarea eroilor, Versuri și proză, Revista celorlalți, Flacăra, Adevărul literar, Îndreptar, Românul, Zorile, Revista Funda pentru Regale, Luceafărul, Viața Românească și România Literară.
Cruceanu a intrat în mișcarea muncii în 1919 și s-a alăturat Partidului Comunist Român la fondarea sa din 1921, deținând diverse funcții de conducere. Partidul a fost interzis în 1924, el fiind arestat și încarcerat cu diferite ocazii pentru activitatea sa politică. După Lovitura de stat de la 23 august 1944 și legalizarea Partidului Comunist, el a continuat să fie activ pe plan social și politic. Din 1950 până în 1970, a fost profesor la facultatea de limba și literatura română al Universității din București. De asemenea, a ocupat funcția de președinte la București al Societății de Științe Filologice.
Poezia simbolistă a lui Cruceanu a apărut în Altare nouă (1915), Fericirea celorlalți (1920) și Lauda vieții (1945); ultimul a avut atingeri realiste socialiste. Antologia din 1968 Versuri a reînviat un poet al cărui mediu și expresii aparțineau la începutul secolului XX. Opera de proză din 1924 Povestiri pentru tine a fost o incursiune în literatura fantastică; Perpessicius a comentat stilul său sigur și ideile unui „lirism esențial”. Memoriile sale, publicate în 1973 ca De vorbă cu trecutul, au inclus o serie originală de amintiri.
În 1971, Mihail Cruceanu a fost decorat cu Medalia de aur Secera și Ciocanul.

## Distincții
- Ordinul Muncii clasa I și medalia „Eliberarea de sub jugul fascist” (11 mai 1956) „pentru activitate îndelungată în mișcarea muncitorească și pentru participarea ca delegați la Congresul de înființare a Partidului Comunist din Romînia”[4]
- Ordinul „23 August” clasa a III-a (12 august 1959) „pentru merite deosebite în opera de construire a socialismului”[5]
- Medalia „40 de ani de la înființarea Partidului Comunist din Romînia” (6 mai 1961) „pentru activitate îndelungată în mișcarea muncitorească și merite în opera de construire a socialismului”[6]
- titlul de „Profesor Emerit al Republicii Populare Romîne” (5 noiembrie 1962) „pentru activitatea îndelungată, contribuție în dezvoltarea științei și merite deosebite în dezvoltarea învățămîntului superior”[7]
- Ordinul „Tudor Vladimirescu” clasa a III-a (30 aprilie 1966) „cu prilejul celei de-a 45-a aniversări de la înființarea Partidului Comunist din România, pentru îndelungată activitate în mișcarea muncitorească și merite deosebite în opera de construire a socialismului”[8]
- Ordinul „Apărarea Patriei” clasa I (19 decembrie 1967) „pentru activitate îndelungată în mișcarea muncitorească și merite în opera de construire a socialismului, cu prilejul împlinirii vîrstei de 80 ani”[9]
- titlul de Erou al Muncii Socialiste și medalia de aur „Secera și ciocanul” (4 mai 1971) „cu prilejul aniversării a 50 de ani de la constituirea Partidului Comunist Român, [...] pentru activitate îndelungată în mișcarea muncitorească și merite deosebite în opera de construire a socialismului în patria noastră”[10]
- Ordinul „Steaua Republicii Socialiste România” clasa I (7 mai 1981) „pentru rezultatele obținute în îndeplinirea cincinalului 1976–1980, pentru contribuția deosebită adusă la înfăptuirea politicii Partidului Comunist Român de făurire a societății socialiste multilateral dezvoltate în patria noastră, cu prilejul aniversării a 60 de ani de la făurirea Partidului Comunist Român”[11]

## Scrieri
- Spre cetatea zorilor, Târgoviște, 1912
- Altare nouă, Târgu Jiu, 1915
- Fericirea celorlalți, Craiova, 1920
- Povestiri pentru tine (schiță proză fantastică), București, 1924
- Lauda vieții, București, 1945
- Poezii alese, București, 1957
- Versuri, București, 1968
- Al. Dobrogeanu-Gherea, with Fl. Tănăsescu, București, 1971
- Pălării și capete, București, 1972
- De vorbă cu trecutul, București, 1973
- Poeme alese, Craiova, 1974
- Poeme, București, 1985
- Lauda vieții, ed. F. Firan, Craiova, 1987
- Scrieri în proză, ed. C. Mohanu, București, 1987